# Termoelektrane
Termoelektrane su energetska postrojenja koje energiju dobivaju sagorijevanjem goriva, a glavna primjena i svrha termoenergetskih postrojenja je proizvodnja pare koja će pokretati turbinu, a potom i generator električne energije. 
Osnovna namjena im je proizvodnja i transformacija primarnih oblika energije u koristan rad, koji se kasnije u obliku mehaničke energije dalje iskorištava za proizvodnju električne energije. Mehanička energija je proizvedena uz pomoć toplinskog stroja koji transformira toplinsku energiju. Imamo pretvaranje kemijske energije u toplinsku koja se pak različitim procesima predaje nekom radnom mediju. Radni medij pak služi kao prijenosnik te energije, često izgaranjem goriva, u energiju vrtnje.

## Povijest
1629. javlja se prva ideja o korištenju vodene pare za pokretanje kola s lopaticama. Ideju je iznio Giovanni Branca u svojoj knjizi Le machine. Ideja takvog stroja bila je primitivna, s parom koja je slobodno strujala prema kotaču s lopaticama. Sam stroj izgledao je kao vodeni mlin, ali bio je pokretan parom. 
Revolucija je uslijedila kada je James Watt 1769. izumio parni stroj koji je radio s pretlakom, u proces je bila uključena i kondenzacija, to su temelji i suvremenih termoenergetskih postrojenja. Para kao medij je izuzetno zahvalna kod prijenosa energije. 
Parametri postrojenja su se mijenjali kroz povijest. Tlak, posebno temperatura rasli su kroz godine. Količina pare se povećava, a samim time i snaga postrojenja. Tako se smanjuje i potrošnja goriva i podiže iskoristivost. Javljaju se još i pregrijači i međupregrijači koji još više pridonose povećanju iskoristivosti. Nova revolucija nastaje razvojem takozvanih blok postrojenja (kotao i turbina su jedan zatvoreni upravljački krug). Ideje su postojale i postupno se razvijale kroz povijest, ali za termoelektrane kakve danas poznajemo najvažnija je stvar patentiranje i razvoj parne turbine (1791.). Plinska turbina dolazi mnogo kasnije, početkom 20. stoljeća. 
Danas se oko 80% električne energije u industrijski razvijenim zemljama dobiva iz termoenergetskih izvora (tu se naravno ubrajaju i plinska, ali i nuklearna postrojenja). U modernom društvu potreba za električnom energijom raste, a samim time raste i potrošnja električne energije po stanovniku, što je ujedno i pokazatelj gospodarskog razvitka pojedine zemlje. Osim što proizvode električnu energiju termoenergetska postrojenja služe i za proizvodnju topline koja je također itekako bitna u krajevima gdje je potrebno grijanje. 
Važnost ovakvih postrojenja raste iz dana u dan bez obzira na nove izvore i načine proizvodnje električne energije. Naravno u svemu tome raste i opterećenje na okoliš što je pitanje kojim se također moramo aktivno pozabaviti kad govorimo o termoelektranama. Na projektiranju, izgradnji, radu i održavanju jedne termoelektrane sudjeluje velika grupa ljudi, inženjera različitih struka. Svi ti ljudi objedinjuju široki spektara znanja potrebnih da se obave svi zadaci i osigura nesmetan rad jedne elektrane.

## Podjela termoelektrana prema vrsti pokretača
Prema vrsti pokretača (stroj koji u slijedu energetske transformacije prvi pretvara bilo koji oblik energije u mehaničku energiju) dijelimo ih na:plinsko-turbinsko postrojenje (kružna postrojenja), parna turbinska postrojenja te kombinirana postrojenja.

### Plinsko-turbinsko postrojenje
Plinsko-turbinsko postrojenje koristi dinamički pritisak od protoka plinova za direktno upravljanje turbinom. Sam proces koji se događa u plinskoj turbini nije toliko različit od parne turbine. Naravno različit je medij koji ekspandira, postupak dobivanja radnog medija je također drugačiji, no sam proces koji se događa u turbini je vrlo sličan. Razlika je ta što je pad entalpije u plinskoj turbini mnogo manji te porast volumena veći. Ako želimo povećati stupanj iskorištenja moramo povećati temperaturu medija koji ulazi u turbinu.Tu se javlja problem hlađenja, pogotovo samih lopatica. Kako bismo ohladili lopatice koristimo komprimirani zrak iz kondenzatora. Naravno dovođenje zraka za hlađenje će smanjiti i snagu postrojenja. Današnji razvoj materijala nam je omogućio da i izborom materijal povećamo otpornost na temperaturu. Za izradu lopatica se danas koriste visoko legirani materijali na bazi nikla koji uspješno podnose više temperature. Naravno bez obzira na ova dostignuća na području materijala moramo osigurati hlađenje lopatica.U plinskim elektranama se mehanička energija pretvara u električnu pomoću plinskih motora, koji se najčešće grade kao četverotaktni motori. Ove elektrane su obično u sustavu metalurgijskih postrojenja radi iskorištenja plinova iz visokih peći ili u sustavu koksara i postrojenja za dobivanje plinova radi iskorištenja plinova koji nastaju pri dobivanju koksa, zatim za iskorištavanje zemnog plina itd. Ako želimo povećati stupanj iskorištenja moramo povećati temperaturu medija koji ulazi u turbinu.Svako plinsko-turbinsko postrojenje sastoji se od kompresora, komore za izgaranje i plinske turbine. Princip rada : kompresor služi za stlačivanje zraka kojeg usisava iz okoliša te ga komprimira do nekog zadanog tlaka, komprimirani zrak dovodi se do komore izgaranja gdje se grije zbog izgaranja goriva. Smjesa koja nastaje (zagrijani zrak i plinovi izgaranja) ekspandiraju u plinskoj turbini gdje stvaraju moment koji se iskorištava u proizvodnji električne energije i pri radu kompresora.

### Parno-turbinsko postrojenje
Princip rada parnog - turbinskog postrojenja: proizvedena para uz pomoć topline, dobivena izgaranjem goriva, odvodi se u turbinu gdje na razne načine ekspandira stvarajući moment koji pak služi za proizvodnu električne energije u generatoru. Koristi dinamički pritisak generatora trošenjem vodene pare za okretanje lopatica turbine. Najveći broj velikih termoelektrana je s parnim pogonom, kod kojih se uglavnom koriste parne turbine (oko 80 % električne energije je proizvedeno korištenjem parnih turbina) neposredno spojene s generatorom (turbo-generator). U ovim elektranama toplina dobivena sagorijevanjem goriva predaje se vodenoj pari koja u parnim turbinama proizvodi mehaničku energiju, a koja se u generatoru pretvara u električnu energiju. Prema drugom zakonu termodinamike sva toplinska energija ne može biti pretvorena u mehaničku energiju, zato je toplina uvijek izgubljena u okolini. Ako je ovaj gubitak primijenjen kao korisna toplina, za industrijske procese ili grijanje okoline, parno postrojenje se odnosi na kogeneraciju parnog postrojenja. Klasično parno-turbinsko postrojenje zasniva se na Rankineovom ciklusu poznatom iz termodinamike. 

### Kombinirano postrojenje
Kombinirano postrojenje ima oboje: plinske turbine ložene prirodnim plinom,parni kotao te parnu turbinu koja koristi iscrpljeni plin iz plinske turbine kako bi se proizveo elektricitet, tj. to je ciklus koji se sastoji od plinsko-turbinskog i parno-turbinskog dijela. Glavne sastavnice su naravno plinska i parna turbina. Osnovna namjena ovakvih postrojenja je da se iskoristi toplina nastala na izlazu iz plinske turbine. Budući da ispušni plinovi koji izlaze iz plinske turbine imaju izuzetno visoke temperature, oko 600 °C mogu se iskoristiti kao sredstvo koje će grijati vodu i proizvoditi vodenu paru za parnu turbinu. Time povećavamo iskoristivost samog procesa, jer je toplina koju bi inače izgubili iskorištena za daljnju proizvodnju pare. Iskoristivost takvog postrojenja doseže i do 60%. U kombiniranom postrojenju kompresor komprimira zrak i šalje ga u komoru izgaranja gdje se istovremeno dovodi gorivo za izgaranje. Plinovi izgaranja vrlo visoke temperature vode se iz komore izgaranja u plinsku turbinu, gdje ekspandiraju dajući koristan rad na vratilu spojenom na rotor plinske turbine. Vratilo pokreće generator električne struje i proizvodi električnu energiju koja se šalje u mrežu. Nakon ekspanzije, ispušni se plinovi iz plinske turbine vode u utilizator (generator pare na otpadnu toplinu). Jedna od vrlo dobrih karakteristika plinske turbine je ta što je kod nje prisutan vrlo visok omjer zrak/gorivo budući se dodaje nekoliko puta više zraka zbog hlađenja lopatica plinske turbine. Zbog toga na izlazu iz plinske turbine ostaje još dosta neiskorištenog zraka te se taj višak zraka koristi za izgaranje dodatnog goriva u utilizatoru. U utilizatoru se napojna voda zagrijava do isparavanja i pregrijava na zadane parametre. Pregrijana para odlazi iz generatora pare u parnu turbinu gdje ekspandira i predaje mehanički rad generatoru električne struje. Nakon toga para, sada već niskih parametara, odlazi u kondenzator gdje kondenzira. Nakon kondenzacije, voda se napojnom pumpom vraća u utilizator na ponovno zagrijavanje. Već je napomenuto da ovim principom povećavamo iskoristivost čitavog procesa. Razlog pronalazimo u osnovama termodinamike. Temelje možemo vidjeti u temeljnom Carnotovom procesu (izentropsko-izotermnom). Princip je sljedeći: ako su temperaturne razlike manje, manji je i prijenos topline. Dakle nama je od izuzetne važnosti da je ta razlika temperatura „ spremnika“ što veća. Naravno idealni slučaj bi bio ako bi temperatura radne tvari kod dovođenja topline bila jednaka temperaturi ogrjevnog spremnika, a temperatura radne tvari kod odvođenja postane jednaka temperaturi rashladnog spremnika. Tada govorimo o idealnom Carnotovom procesu. Znamo da kod Carnotovog procesa iskoristivost ovisi samo o temperaturi, odnosno temperaturi toplinskih spremnika te se nikakvim drugim varijablama ta iskoristivost ne može promijeniti.

## Dijelovi termoenergetskog postrojenja
Dijelovi termoenergetskog postrojenja: generator pare, turbina, generator električne energije, kondenzator, kondenzatorska pumpa, napojna pumpa, rashladni toranj te spremnik napojne vode te pregrijači pare, međupregrijači, ekonomajzeri i sl. (kao sastavni dio generatora pare).
| 1. Rashladni toranj;                           | 10. Regulator parne turbine;             | 19. Pregrijač pare;                    |
| 2. Crpka rashladne vode;                       | 11. Visokotlačna parna turbina;          | 20. Tlačni ventilator zraka;           |
| 3. Elektroenergetski sustav (trofazna struja); | 12. Otplinjač;                           | 21. Međupregrijač pare;                |
| 4. Transformator (trofazna struja);            | 13. Regenerativni zagrijač napojne vode; | 22. Usis zraka za izgaranje;           |
| 5. Električni generator (trofazna struja);     | 14. Dovod ugljena (pokretna traka);      | 23. Zagrijač vode (ekonomajzer);       |
| 6. Niskotlačna parna turbina;                  | 15. Bunker za ugljen;                    | 24. Predgrijač zraka;                  |
| 7. Kondenzatna crpka;                          | 16. Mlin za ugljen;                      | 25. Odvajač čestica (ispirač plinova); |
| 8. Parni kondenzator;                          | 17. Parni bubanj generatora pare;        | 26. Isisni ventilator dimnih plinova;  |
| 9. Srednjetlačna parna turbina;                | 18. Odšljakivač;                         | 27. Dimnjak za dimni plin.             |

### Kompresori
Kompresori služe kod plinsko-turbinskih postrojenja, mlaznim motorima i sl. Kompresori mogu biti radijalni ili aksijalni. Kod aksijalnih strujanje zraka vrši se u smjeru vratila, dok kod radijalnih kompresora imamo radijalno strujanje na rotorsko kolo. Radijalni kompresori lakši su i mnogo efikasniji nego aksijalni kompresori za manje kompresijske omjere. Kod većih postrojenja koriste se aksijalni kompresori s obzirom na to da su efikasniji (za veće kompresijske omjere). Isto tako u zrakoplovstvu se koriste aksijalni kompresori zbog viših kompresijskih omjera. Kompresor za rad koristi energiju nastalu zbog rada turbine s obzirom na to da su turbina i kompresor najčešće na istom vratilu. Komprimirani zrak s plinovima izgaranja tvori radni medij koji ekspandira kasnije u turbini.

### Komora izgaranja
Komora izgaranja sastoji se od dva cilindra. U prvom se odvija izgaranje prilikom čega se razvijaju visoke temperature te se tako štiti vanjski cilindar od djelovanja zračenja topline. Cilindri su međusobno povezani te se između njih odvija prostrujavanje zraka. Za izgaranje se dovodi 3-6 puta više zraka od teoretski potrebnog zbog sniženja maksimalnih temperatura. Komore izgaranja trebaju osigurati: stabilno izgaranje u širokim granicama opterećenja, jednoličnu raspodjelu temperatura dimnih plinova na izlazu iz komore izgaranja, da gubitak tlaka u komori izgaranja bude što manji. 
U klasičnom plinsko-turbinskom postrojenju možemo imati više komora izgaranja koje se slažu uzdužno, po obodu. Takvo slaganje koristimo kao bismo smanjili dimenzije. 

### Kondenzator
Kondenzator je klasični izmjenjivač topline koji „vraća“ paru natrag u tekuće stanje, nakon što ekspandira u turbini. Kondenzat se pumpama vraća natrag u proces. Tlak u klasičnom kondenzatoru je izuzetno mali (podtlak – oko 0,045 bara). Pošto je kondenzator izmjenjivač topline potrebno je osigurati i medij kojem će se ta topline predati kako bi se para ohladila do temperature kondenzata. Upravo zbog toga su termoelektrane smještene na rijekama, moru..., kako bi se osigurao medij koji će preuzimati svu tu toplinu. Naravno postoji mogućnost da termoelektrana radi dvofazno, odnosno kao i toplana. Tada se ta para može odvoditi vrelovodima i služiti kao grijanje.

### Generator pare
Za generator pare mogli bismo reći da čini središnji dio svake termoelektrane. Ukratko generator pare, što mu i samo ime kaže, služi za proizvodnju pare s određenim parametrima (temperature i tlaka) koja će se kasnije u turbini iskoristiti za proizvodnju električne energije. 

#### Podjela generatora pare
Generatore pare dijelimo na: čelične generatore pare, lijevane te generatore pare posebne namjene. 
Ovaj članak govori o čeličnim generatorima pare s obzirom na to da su oni najzastupljeniji i najčešći u primjeni. 

### Podvrste čeličnih generatora pare
Čelične generatore pare dijelimo na par podvrsta: vatrocjevne, vodocjevne i cilindrične.

#### Vatrocijevni generatori pare
Vatrocijevni generatori pare funkcioniraju tako da plamen struji kroz cijevi i tako grije vodu koja te cijevi okružuje.

#### Vodocijevni generatori pare
Vodocijevni generatori pare su najčešći i najbrojniji te najzanimljiviji s aspekta termoelektrana. Kao što i samo ime kaže kod vodocjevnih generatora pare voda ili para nalaze se u samim cijevima. Na taj način moguće je postići znatno veće tlakove i temperature nego kod vatrocjevnih generatora pare.

### Podjela vodocijevnih generatora pare
Vodocjevne generatore pare opet možemo podijeliti na: horizontalne s ravnim cijevima i vertikalne sa savinutim cijevima (prirodna ili prisilna cirkulacija). 

#### Vertikalni generatori pare sa savinutim cijevima
Vertikalni generatori pare sa savinutim cijevima predstavljaju najveću i nama najvažniju skupinu. Ovakvi tipovi generatora pare se nalaze u velikim termoenergetskim postrojenjima za proizvodnju električne energije. Za izgaranje mogu koristiti sve vrste goriva: kruto gorivo na rešetci (ravnoj ili kosoj), kruto gorivo u fluidiziranom sloju te izgaranje u prostoru (ugljena prašina, tekuće i plinsko gorivo). Prirodna cirkulacija u generatoru pare ostvaruje se zbog razlike u gustoćama vode i vodene pare. Silazne cijevi upravo zbog toga nisu grijane tako da se lakše uspostavi cirkulacija. Temelji hidrodinamike, toplija voda će strujati prema gore dok će se hladna voda kretati prema dolje. Kada ne možemo osigurati uvjete za prirodnu cirkulaciju koristimo različite pumpe kako bismo osigurali nesmetanu cirkulaciju. Takvi generatori se nazivaju La Mont generatori pare.

## Posebni generatori pare sa savinutim cijevima
Posebni generatori pare iz ove skupine su protočni generatori pare s prisilnom cirkulacijom. Ovakvi generatori grade se za najveća postrojenja s najvećim protocima, nadkritičnim tlakovima i nadkritičnim temperaturama. Ovakvi generatori mogu proizvoditi oko 2500 t/h pare, temperature od oko 600 ˚C. Ovakav generator možemo zamisliti kao cijev u kojoj se voda zagrijeva. Isparava te ta vodena para pregrijava. Veliki nedostatak kod protočnih generatora pare je nemogućnost rada pri malim opterećenjima jer se javlja mogućnost pregaranja cijevi.

## Dijelovi ugrađeni u generatore pare
Postoje postupci i dijelovi, koji se ugrađuju u generator pare kako bismo osigurali veću iskoristivost i povećanje snage, a to su pregrijač pare, međupregrijači, ekonomajzerske površine, zagrijači zraka, kondenzator, rashladni toranj, ...

### Pregrijač pare
Kako bismo povećali stupanj iskoristivosti čitavog procesa koristimo pregrijač pare. To ima utjecaj i na samu tehnologiju izrade s obzirom na to da para nema kapljica vode u sebi pa je manje korozivna i erozivna. Kod današnjih termoelektrana pregrijana para je imperativ zbog strogo određenih zahtjeva za parametre pare na ulazu u turbinu.
Prijelaz topline može biti konventivan ili putem zračenja. U praksi se uvijek koristi mješavina ova dva navedena. 

### Međupregrijač
Kod ugradnje međupregrijača moramo imati na raspolaganju i turbinu podijeljenu na visokotlačni i niskotlačni dio. Para ekspandira u visokotlačnom dijelu turbine do tlaka međupregrijanja te se nakon toga vraća u generator pare. U generatoru pare se još jednom zagrijava, najčešće ponovno na temperaturu svježe pare, te se odvodi u niskotlačni dio turbine. Tu para ponovno ekspandira stvarajući koristan rad. Kao i kod pregrijača, kod ugradnje međupregrijača povećava se ukupan stupanj iskoristivosti postrojenja. Smanjujemo vlažnost pare što je izuzetno bitno za dugovječnost turbine. Smanjujemo veličinu kondenzatora, gorionika i samog generatora pare. Negativna strana je povećanje cijene turbine, ali i povećanje ukupnih investicijskih troškova. 

### Ekonomajzerske površine
Zagrijač vode ili ekonomajzer smješta se u stražnji dio generatora pare tako da se iskorištava dio topline koja bi se inače ispustila u okoliš. Time ujedno i smanjujemo temperaturu dimnih plinova. Na ekonomajzerskim površinama zagrijavamo napojnu vodu i zrak. U zagrijačima napojne vode se voda u pravilu zagrijava ispod temperature zasićenja jer u suprotnom nastaje vodena para što može izazvati oštećenja u obliku kavitacije. Za svoj rad zagrijači vode troše relativno malo energije te zauzimaju malo prostora. Ako imamo zagrijače vode brže ćemo pustiti generator pare u pogon te ćemo smanjiti opterećenje ogrjevnih površina.

### Predgrijači zraka ili zagrijači zraka
Posljednji u generatoru pare su zagrijači zraka koji su ujedno smješteni iza zagrijača napojne vode. Pošto rade na manjim tlakovima, za razliku od zagrijača vode, manji su svojom konstrukcijom. Zrak zagrijavamo zbog podizanja stupnja iskoristivosti, sušenja goriva i poboljšanja izgaranja. Preko 70% svih zagrijača zraka su rotacioni zagrijači sastavljani od limenih saća koje se griju dimnim plinovima a hlade zrakom.

### Rashladni tornjevi
U nekim velikim termoelektranama postoje veliki hiperbolički dimnjaci poput struktura, koji oslobađaju otpadnu toplinu u ambijent atmosfere isparavanjem vode, a nazivaju se rashladni tornjevi. Rafinerije petroleja, petrokemijska postrojenja, geotermalna postrojenja koriste ventilatore kako bi omogućila kretanje zraka prema gore kroz vodu koja se dolazi u smjeru prema dolje i nemaju hiperboličnu konstrukciju nalik dimnjacima. Inducirani ili tlačni rashladni tornjevi su pravokutne konstrukcije nalik kutiji, ispunjene s materijalima koji pojačavaju dodirivanje zraka koji struji u vis i vodu koja teče prema dolje. U pustinjskim područjima rashladni toranj mogao bi biti neizbježan od kada će trošak uređivanja vode za hladno isparavanje biti zabranjen. Ovi imaju nižu efikasnost i višu energetsku potrošnju u ventilatorima od mokrih i isparavajućih rashladnih tornjeva. Tvrtke za elektriku preferiraju upotrebljavanje rashladne vode iz oceana, rijeka, jezera, rashladnih umjetnih jezera u zamjenu za rashladni toranj, na području gdje je ekonomičnije i ambijentalno moguće. Ovaj tip rashlađivanja može sačuvati trošak rashladnog tornja i može imati nižu energetsku cijenu za pumpanje rashladne vode kroz izmjenjivač topline postrojenja. Uglavnom, otpadna toplina može uzrokovati da temperatura vode primjetno poraste. Pogonska postrojenja koja upotrebljavaju prirodne sastojke vode za rashlađivanje, moraju biti konstruirana da preduhitre ulazak organizama u rashladni krug, inače će se stvoriti organizmi koji se prilagođavaju toplijim vodenim postrojenjima i utječu tako da nanesu štetu ako se postrojenje ugasi za hladna vremena.

## Snaga bloka
Snaga termoenergetskog bloka obično raste kao bismo smanjili specifične investicijske troškove (Eur/kW). Investicija ipak predstavlja važnu stavku u cijeni električne energije. Kroz zadnjih četrdesetak godina proizvodnja pare je ocrtavala veličinu i snagu postrojenja. 1960-ih imali smo oko 500 t/h te 1980-ih preko 2000 t/h. Ovakav razvoj omogućen je razvojem tehnologije i materijala. U SAD-u smo imali i probne generatore koji su mogli proizvoditi i 4500 t/h pare, no pokazali su se relativno nestabilni pa su se parametri pare vratili na niže vrijednosti. Za više od 2500t/h pare specifični investicijski troškovi dolaze u zasićenje. Upravo zbog toga snage većine termoenergetskih blokova se kreću od oko 500 do 800 MW. 

## Parametri pare
Specifična potrošnja energije u MJ/kWh opisuje ekonomičnost termoenergetskog bloka, što je zapravo recipročna vrijednost stupnja iskoristivost. Potrošnja energije bitno ovisi o parametrima pare: tlaku i temperaturi. Današnje temperature svježe pare kreću se oko 540 °C na tlakovima od oko 190 bara. Danas imamo i elektrane koje mogu raditi s nadkritičkim tlakovima od 250 do 260 bara i temperaturama od oko 600 °C. 

## Utjecaj termoelektrana na okoliš
Danas je sve manje termoelektrana jer su veliki onečišćivači prirode. Kod termoelektrana dva su osnovna učinka koji utječu na onečišćenje okoliša. Prvi i osnovni je učinak koji nastaje zbog izgaranja fosilnih goriva. Drugi i manje bitni jest toplinsko onečišćenje rijeka ili jezera. Mi ćemo se o ovom poglavlju baviti samo ovim prvim, odnosno onečišćenjem zbog izgaranja fosilnog goriva. Izgaranje je proces u kojem se kemijska energija sadržana u gorivu transformira u unutrašnju energiju koja se opet dalje iskorištava u raznim procesima. Kod izgaranja u atmosferu se ispuštaju plinovi kao što su CO, voda, NOx, različiti ugljikovodici,... Od svih navedenih ugljik dioksid i voda nisu direktno otrovni za ljude. No oni izravno utječu svojom koncentracijom na zagrijavanje atmosfere (apsorpcija toplinskog zračenja u atmosferi). Vrsta i sastav plinova nastalih zbog izgaranja ovisi o sastavu goriva koje izgara u procesu. Elementi koji čine većinu fosilnih goriva su ugljik, vodik i sumpor. Ugljik može izgarati potpuno i djelomično. U potpunom izgaranju imamo CO2 kao produkt dok kod djelomičnog izgaranja kao produkt imamo CO. Upravo zbog toga veći udio CO imamo u termoelektranama na ugljen jer je teže osigurati kvalitetno miješanje goriva i zraka. Izgaranjem vodika dobivamo vodu, a izgaranjem sumpora SO2. Kod izgaranja težimo što potpunijem izgaranju. Da bismo to ostvarili cilj je imati što bolje miješanje zraka i goriva. Naravno da je to najjednostavnije ostvariti kod plinskih goriva, a najteže kod krutog. Za izgaranje potrebno je osigurati minimalnu količinu zraka. O količini sumpora u produktima izgaranja najviše ovisi udio sumpora u samom gorivu. Dakle težimo ugljenu i nafti sa što manje sumpora. Kod dušika i njegovih oksida gorivo ne utječe toliko na produkciju NOx-a. Isto tako treba spomenuti i izuzetno veliku količinu pepela kojeg jedna prosječna termoelektrana izbaci u okoliš. U svrhu zaštite okoliša u posljednjih desetak godina donijelo se mnoštvo zakona i odredaba koje bi trebale pridonijeti smanjenju zagađenja okoliša iz termoelektrana. Jedan od glavnih parametara je kontrola i smanjenje sumpornih oksida. Postupak odsumporivanja može se vršiti tako da se odvaja već iz goriva ili iz produkata izgaranja. Veći efekt se postiže ako sumporove okside uklanjamo iz produkata izgaranja. Ovakvi postupci zahtijevaju dodatna ulaganja koja poskupljuju i krajnju cijenu električne energije. Dušikove spojeve je najjednostavnije reducirati stupnjevanim izgaranjem. Na taj način možemo smanjiti emisiju dušičnih oksida za oko 50%.
Protokolom iz Kyota termoelektrane bi se do kraja 2020. trebale izbaciti iz upotrebe.

## Poveznice
- Električna energija
- Kombinirane termoelektrane
- Mehanički rad
- Parni kondenzator
- Parni kotao
- Parni stroj
- Plinska električna centrala
- Termodinamika

## Vanjske poveznice
- Termoelektrane u Hrvatskoj  Arhivirana inačica izvorne stranice od 25. lipnja 2016. (Wayback Machine)